# Monte di Pietà

Monte di Pietà vecchio di Brescia

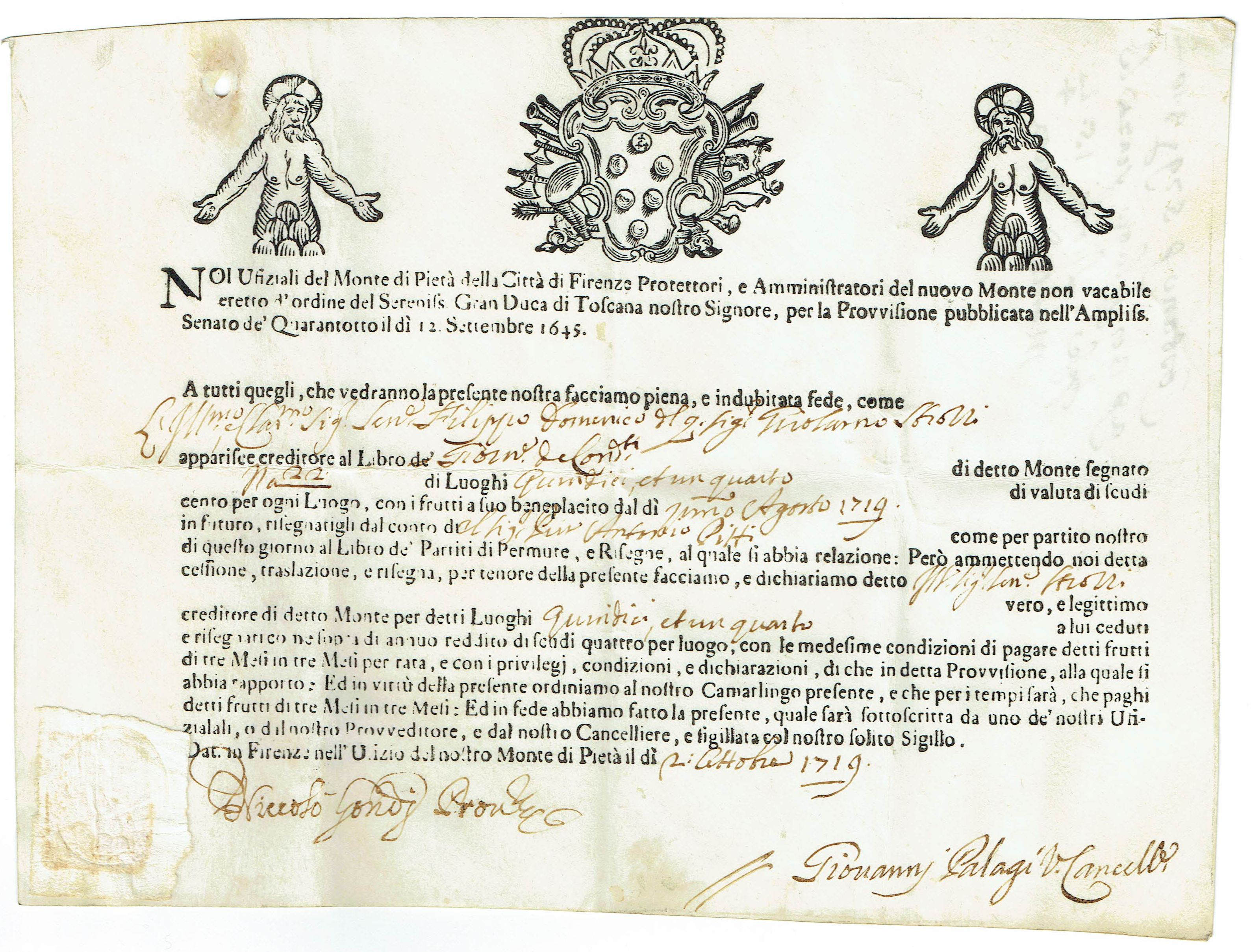
L'obbligazione del Monte di Pietà della Città di Firenze del 21 ottobre 1719

Il monte di pietà è un'istituzione finanziaria senza scopo di lucro, di origini tardo-medievali, sorta in Italia nella seconda metà del XV secolo su iniziativa di alcuni frati francescani, allo scopo di erogare prestiti di limitata entità (microcredito) a condizioni favorevoli rispetto a quelle di mercato. L'erogazione finanziaria avveniva in cambio di un pegno: i clienti, a garanzia del prestito, dovevano presentare un pegno che valesse almeno un terzo in più della somma che si voleva fosse concessa in prestito. La durata del prestito, di solito, era di circa un anno; trascorso il periodo del prestito, se la somma non era restituita il pegno veniva venduto all'asta.
La funzione dei Monti di Pietà era quella di finanziare persone in difficoltà, fornendo loro la necessaria liquidità. Per questa loro caratteristica, i Monti si rivolgevano alle popolazioni delle città, dove molti vivevano in condizioni di pura sussistenza ma disponevano comunque di beni da poter cedere in garanzia; i contadini, invece, di norma non avevano nulla da impegnare se non beni indispensabili alla loro attività, come sementi e utensili da lavoro.

## Storia

### Precursori

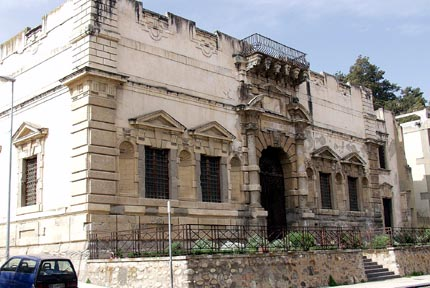
Palazzo del Monte di Pietà (Messina)

Da un punto di vista storico, i Monti di Pietà possono essere inquadrati nella tradizione delle fondazioni religiose cristiane nel Medioevo che, attraverso gli ordini militari (in primo luogo i Templari), non soltanto avevano sperimentato una inedita combinazione di vita religiosa e azioni civili e militari, ma avevano avviato la prima attività bancaria dell'Occidente. I Templari, i Cavalieri Teutonici e diversi altri ordini, infatti, non avevano soltanto combattuto tenacemente contro i musulmani, ma anche fornito servizi finanziari efficienti e capillari, inizialmente rivolti ai pellegrini in viaggio verso la Terrasanta e poi estesi a tutta l'Europa, erogando crediti ed impiegando il plusvalore delle loro attività economiche per finanziare gli avamposti combattenti e per il soccorso agli indigenti. Sotto l'aspetto economico-finanziario, i Templari costituirono una estesa rete finanziaria e, grazie anche ai privilegi concessi dal papa, arrivarono a rivestire un ruolo di tale importanza da prestare agli Stati europei ingenti somme di denaro e gestire perfino le finanze di Stati come la Francia.
Nonostante fossero animati da intenti nobili e facessero un uso oculato delle ingenti ricchezze accumulate, senza perseguire scopi personali, questi ordini monastico-cavallereschi erano comunque divenuti assai potenti ed erano malvisti da alcuni settori della popolazione, anche per il problema morale posto dalla richiesta di pagamento dei servizi. Forse anche per questo quasi nessun operatore cristiano li aveva sostituiti, lasciando campo aperto ai banchieri ebrei e a veri e propri usurai.
A differenza degli ordini monastici e cavallereschi, tra il XII e il XIII secolo nacquero e si diffusero nella cristianità latina gli Ordini mendicanti, il cui voto di povertà non era solo individuale (come per i Templari), ma valeva anche per i conventi e l'Ordine stesso: quanto necessario per la sussistenza doveva essere frutto o del lavoro dei frati, o di elemosine. Questi nuovi Ordini ben presto si posero il problema dei servizi di credito, sia per ampliare le possibilità di soccorso dei poveri, sia come alternativa ai prestiti ad interesse dei banchieri ebrei. Per rispondere a queste istanze, i Francescani Osservanti, prendendo spunto dagli stessi banchi ebraici e con l'intento di soppiantarli, avviarono attività creditizie operanti con fini solidaristici e soprattutto senza scopo di lucro: i Monti di Pietà.

### Le prime istituzioni paragonabili ai Monti di Pietà (Londra 1361, Castiglia 1431)
Nel 1361 il vescovo di Londra Michael Northburgh, donava 1000 marchi d'argento per la fondazione di un banco che avrebbe dovuto prestare soldi senza interesse (le spese dell'istituzione si sarebbero sostenute con quel primo capitale donato per la fondazione).
Un'altra testimonianza antica circa un prestito su pegno approvato ufficialmente dall'autorità ecclesiastica è la richiesta, fatta il 15 settembre 1431 dal re di Castiglia, Giovanni II, e da Pedro Fernández de Velasco, conte di Haro, a papa Eugenio IV, di approvare l'istituzione delle Arcas de Misericordia o Arcas de Limosnas. Si trattava di associazioni che raccoglievano (appunto in arcas, "arche") il denaro che veniva poi concesso come credito a chi si trovava in stato di necessità, e che doveva essere restituito entro un anno. L'amministrazione era affidata ai rettori delle chiese, sotto la direzione dei Francescani. Era un modo per combattere il problema dell'usura diffuso in quella regione della Penisola iberica. La bolla di approvazione fu emanata il 22 settembre 1431.

### La nascita dei Monti di Pietà nell'Italia del Quattrocento

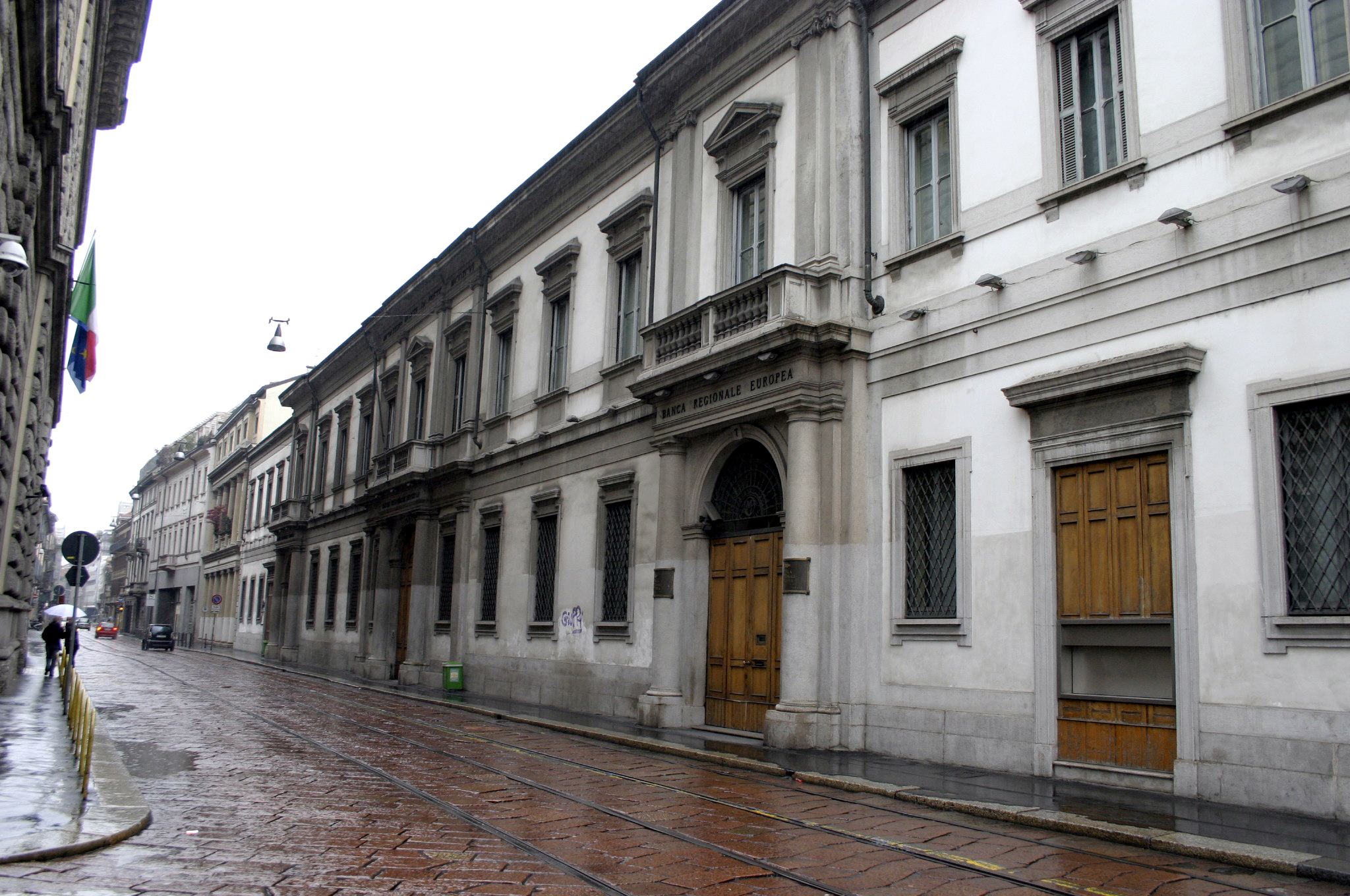
Palazzo del Monte di Pietà (Milano)

Tra i più antichi dei Monti di Pietà in Italia vi è quello di Ascoli Piceno. Fu fondato il 15 gennaio 1458 dall'ascolano Marco da Montegallo.
Gli inventori e diffusori dei Monti di Pietà furono i frati degli Ordini mendicanti, in particolare i Frati Minori Osservanti. Tra questi emerse Michele Carcano, fondatore nel 1462 - in accordo con l'altro frate Barnaba Manassei da Terni - del Monte di Pietà di Perugia. Secondo le cronache, la fondazione avvenne dopo il ciclo di predicazione quaresimale del religioso; il 13 aprile venne riunito a questo scopo il consiglio cittadino, che approvò il progetto e decise di stanziare allo scopo 3.000 fiorini. Un aspetto paradossale (dal momento che fino ad allora il prestito su pegno era esercitato dagli Ebrei) era che si decise di prendere 2.000 di questi fiorini proprio dagli Ebrei. Nella predicazione di Michele Carcano questa banca con scopi caritatevoli doveva operare a favore della massa dei più bisognosi e poveri.
Nel 1466 nacque il Monte di Pietà anche all'Aquila, ad opera di San Giacomo della Marca.
Dopo Carcano, un altro fondatore di Monti di Pietà fu Bernardino da Feltre (al secolo Martino Tomitano), che creò i Monti di Mantova nel 1484, di Piacenza nel 1490, di Padova in accordo con Pietro Barozzi e Faenza nel 1491. Poi i Monti di Crema e di Pavia nel 1493, di Montagnana e di Monselice nel 1494. Nel 1463 fu fondato il Monte di Pietà ad Orvieto, nel 1471 a Viterbo, nel 1472 a Siena, nel 1473 a Bologna (chiuso dopo pochi mesi e rifondato nel 1504), nel 1479 a Savona, nel 1483 a Milano e Genova, nel 1484 a Mantova, Assisi, Brescia e Ferrara, nel 1486 a Vicenza, nel 1490 a Verona nel 1510 a Forlì, e ad Imola per impulso di Orfeo Cancellieri e ben presto altri ne seguirono negli anni successivi.
A Velletri risulta che già prima del 1477 si costituì il primo Monte di Pietà non patrocinato dai francescani e uno dei primi dell'Italia centrale.
A Firenze, nel 1493 Piero II de' Medici aveva vietato a Michele Carcano di predicare in città dopo le violenze ai danni degli Ebrei che erano seguite alle sue prediche. Ma Michele, figura molto popolare, sarebbe tornato in seguito a predicare anche a Firenze, perché Piero dovette ritirare la proibizione per non inimicarsi la popolazione. A Firenze il Monte comincerà ad esistere nel 1497, dopo la cacciata dei Medici, con l'appoggio diretto di Girolamo Savonarola.
A Verona si stabilirà addirittura una struttura a tre livelli: un "monte piccolo" che prestava senza interesse piccole somme, un "monte mezzano" che prestava sempre senza interesse somme fino a 3 lire, e un "monte grande" che prestava somme ingenti al 6% di interesse. Il sistema dei piccoli banchi di pegno gestiti dagli Ebrei venne rapidamente sgretolato dalla nuova istituzione.
Questi Monti operavano, quindi, nelle aree urbane ed in questo erano complementari ai Monti Frumentari che invece operavano nelle aree rurali e conobbero una grande diffusione soprattutto nel XVII secolo. Con la loro opera tutti questi Monti si proponevano di dare accesso al credito anche ai poveri con un tasso di interesse relativamente contenuto. Tutte queste iniziative, inoltre, elargendo i loro prestiti caso per caso in funzione delle effettive necessità (microcredito), possono essere visti come i primi finanziatori del credito al consumo o anche come delle banche dei poveri ante litteram.

### Sviluppi

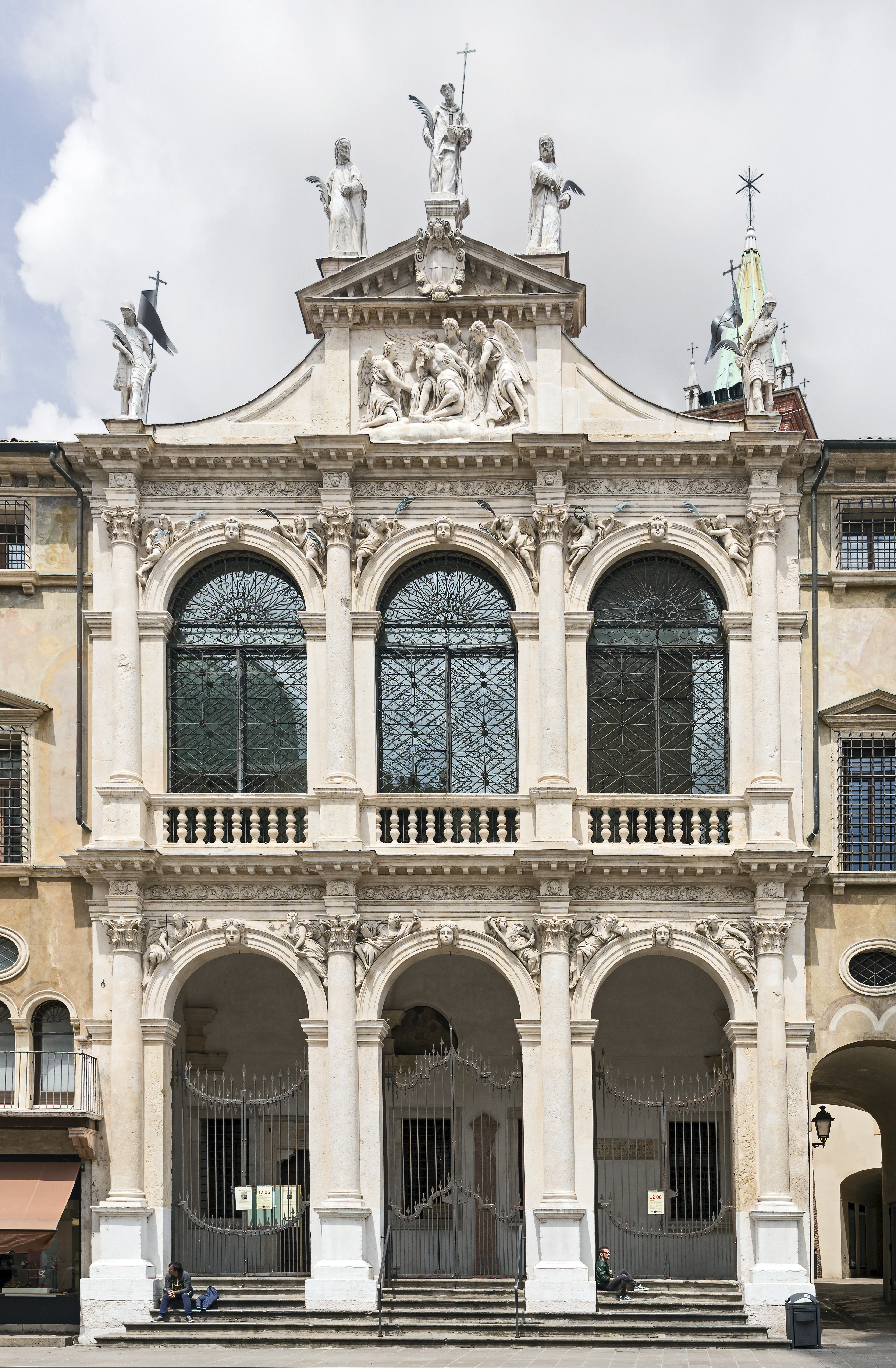
Chiesa di San Vincenzo e loggia del Palazzo del Monte di Pietà a Vicenza in Piazza dei Signori, fondato nell'anno 1486 per iniziativa del beato Marco di Montegallo.

A partire dalla fine del Quattrocento i Monti di pietà furono fondati in numerose città di piccole e medie dimensioni, che per la loro operosità economica presentavano una domanda di credito, soprattutto in Lombardia, Veneto, Toscana, Liguria, Umbria, Marche e Romagna (per quest'ultima regione, si può vedere la storia del Monte di Pietà di Forlì).
Lo scopo principale era quello di sostituirsi agli istituti di credito ebraici. Era evidente che l'attività di propaganda antiebraica dei francescani, come lo scandalo della carne macellata secondo la prescrizione ebraica e venduta a cristiani, non bastava: c'era bisogno di minare l'economia degli Ebrei. La creazione dei Monti di Pietà era quindi preceduta da intense attività di predicazione al fine di raccogliere il consenso popolare sulla necessità di epurare la società italiana dall'usura ebraica. Un punto di forza di questa predicazione antiebraica risiedeva nel fatto che i tassi di interesse richiesti dai Monti di Pietà erano più bassi (limitati di solito al 5-10%) di quelli richiesti dai banchi ebraici, essendo considerati come una copertura delle spese di gestione.
Uno dei maggiori promotori dei Monti, Bernardino da Feltre, rifiutando la proposta di chiedere un tasso di interesse per i prestiti effettuati dal Monte (che per il cristianesimo medievale era un peccato, in quanto prestare denaro dietro compenso era considerato usura), elaborò un progetto basato sull'idea del "fondo di rotazione", secondo cui il capitale iniziale poteva essere utilizzato come presidio e garanzia dei prestiti concessi sul fondo, senza doverne intaccare la consistenza. Questa linea di azione recuperava l'idea degli ordini religiosi cavallereschi di conservare il patrimonio per conseguire obiettivi di solidarietà reinterpretandola all'interno di un contesto strettamente finanziario. Essa fu seguita da molti altri Monti.
Occorre ricordare, tuttavia, che la gestione dei Monti di Pietà non fu sempre limpida e cristallina. Molti, infatti, chiusero i battenti per incapacità o malversazioni degli amministratori:
- il Monte di Perugia avviato nel 1462, entrò in crisi già nel 1481 (contabilità disordinata) e poi anche nel 1503 (truffe dei funzionari);
- il cassiere del Monte di Macerata fu sorpreso in flagrante malversazione nel 1510;
- per un ingente furto il Monte di San Severino Marche fallì nel 1473 dopo appena tre anni di vita;
- nel 1505 metà del capitale del Monte di Siena scomparve e nel 1511 chiuse definitivamente. Un secondo Monte, fondato nel 1569, fu costretto a chiudere nuovamente perché nel 1577 il camerlengo e il custode fuggirono con la cassa.

### Sistemazione normativa nel XVI secolo
Le norme che regolarono definitivamente i Monti di Pietà furono dettate da papa Leone X il 4 maggio 1515 con la bolla Inter Multiplices prodotta nel Concilio Lateranense V. Il Concilio di Trento (1545-63) pose i Monti di Pietà tra gli Istituti Pii, depotenziandoli e riducendoli ad enti di assistenza. Questi monti ebbero anche la funzione di banca locale: essi si mossero come veri e propri agenti di sviluppo del territorio. I loro servizi, infatti, non si limitavano ai finanziamenti e alla raccolta, ma si estendevano al supporto di attività politiche e culturali, al sostegno delle attività religiose, all'assistenza ai poveri e ai malati. I Monti furono, inoltre, gli antesignani della raccolta dei risparmi delle classi aristocratiche e della piccola e media borghesia, come suggerisce un opuscolo del 1611 di un certo Hugues Delestre.
Il Monte della Pietà, fondato a Napoli nel 1539, da alcuni gentiluomini - primi fra tutti Nardo di Palma ed Aurelio Paparo - con lo scopo di concedere prestiti su pegno non onerosi a persone bisognose, cominciò, nella seconda metà del secolo XVI, anche a ricevere depositi, dando così vita all'attività bancaria. Esso divenne Banco nel 1584, con una prammatica del Re di Spagna. Il Monte di Pietà di Napoli fu fondato nel 1539. A seguito di un decreto di Carlo V che espelleva gli ebrei (tradizionalmente dediti al prestito di denaro in quanto le altre attività erano loro precluse), alcuni nobiluomini napoletani (Aurelio Paparo, Gian Domenico di Lega e Leonardo di Palma Castiglione) fondarono l'istituzione, il cui scopo era l'elargizione di prestiti, dietro pegno, senza interessi e senza scopo di lucro. In realtà i documenti dell'archivio storico del Banco di Napoli segnalano che le attività del Monte di Pietà andrebbe retrodatata al 1538 e che il rapporto con la cacciata della comunità ebraica da Napoli, avvenuta nel 1539, sarebbe solo apparente.
Nel 1574 Berardino Rota lasciò, come da testamento, una cifra di cinquecento ducati al Monte. Venne istituita una confraternita per la gestione del Monte di Pietà che ebbe come prima sede, nel 1592, il Palazzo Carafa d'Andria; per insufficienza di spazio fu poi necessario acquistare un nuovo edificio che rispondesse alle nuove esigenze dell'istituzione. La scelta cadde sul palazzo di Girolamo Carafa.
Tra il 1597 e il 1603 Giovan Battista Cavagna, con la collaborazione dei capimastri Giovan Giacomo Di Conforto e Giovanni Cola di Franco, realizzò il palazzo con annessa cappella in stile manierista; il progetto tenne conto anche dei problemi urbanistici e architettonici riguardanti l'insolazione dell'edificio. Durante la rivolta di Masaniello, grazie all'intercessione di Giulio Genoino, fu risparmiato dagli incendi dei rivoluzionari. Nel 1730 fu acquistato, da parte del Banco, un appartamento di Tommaso Minerba, ma nel 1786 l'edificio fu vittima di un incendio, mai chiarito, che distrusse l'archivio del Banco e buona parte di oggetti pignorati. Dall'incendio si salvò la cappella.
Il palazzo seguì le vicende dell'ente erede del Monte di Pietà, ovvero il Banco di Napoli, fondato nel 1794 come banca nazionale del Regno di Napoli (dal 1816 Regno delle Due Sicilie), passato indenne dopo l'unità d'Italia come istituto di credito di diritto pubblico e privatizzato agli inizi degli anni 1990. Di proprietà di Intesa Sanpaolo, istituto creditizio che nel 2018 ha definitivamente incorporato il Banco di Napoli, ne è stata ventilata la vendita. Nel 2022 è stato proposto di realizzarvi un museo dedicato a Totò.

### Evoluzione finale nel XIX secolo

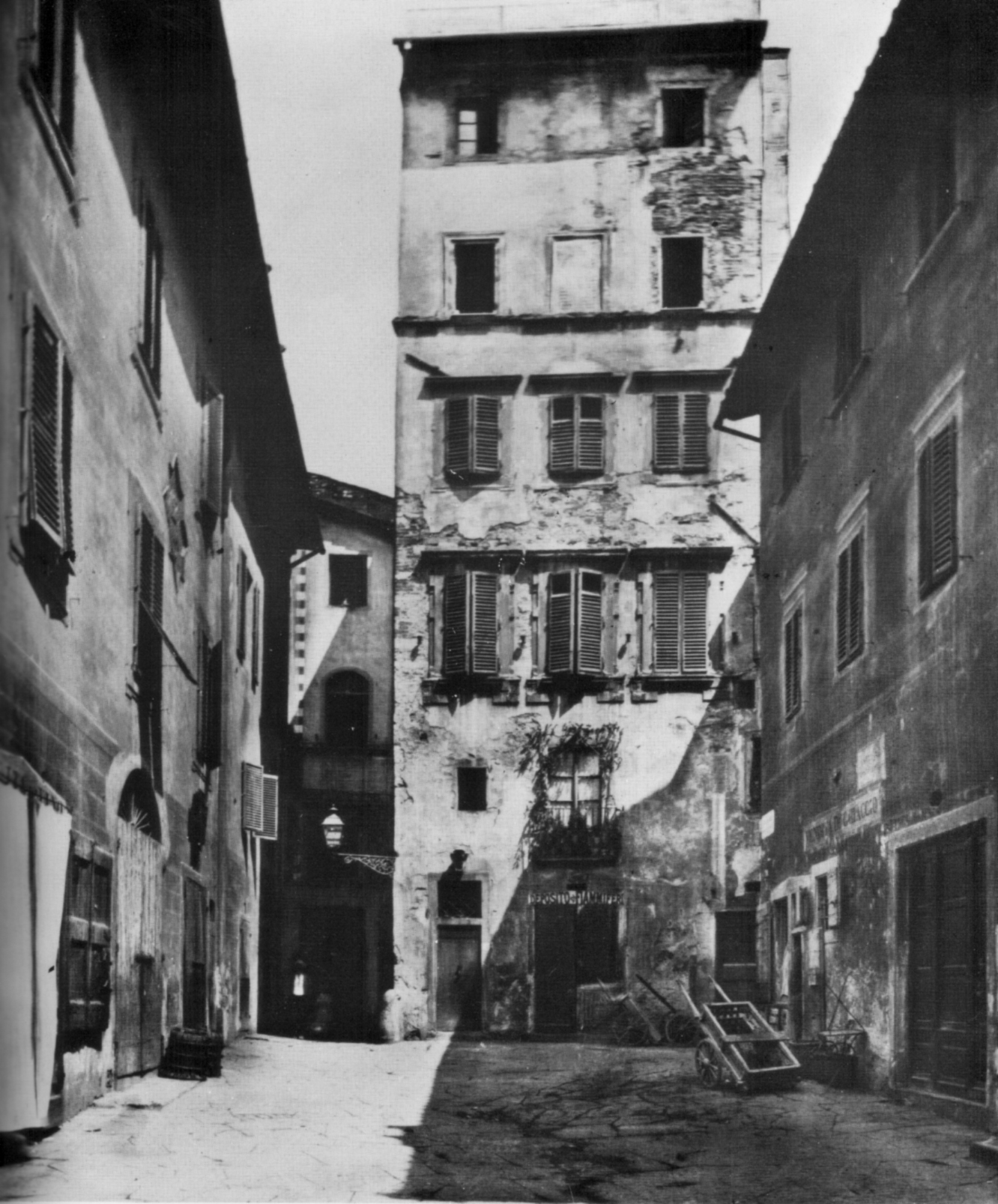
Il Monte di Pietà dei Pilli, a Firenze, verso il 1880.

In epoca moderna, quindi, i Monti di Pietà cominciarono ad evolversi per divenire delle vere Casse di risparmio. Questo processo fu, però, interrotto dall'arrivo in Italia di Napoleone (1796) che, in nome del diritto di conquista, si appropriò dei loro beni come di tutti quelli degli ordini religiosi.
Nel 1807, a seguito della Restaurazione, i Monti ottennero nuovamente l'autonomia, ma ormai era troppo tardi per loro e lo sviluppo di servizi finanziari uniti all'impegno sociale passarono alle Casse di Risparmio.
In Italia dopo l'unità la legge 3 agosto 1862 n. 753 trasformò i Monti di pietà in Opere Pie, modificandone la natura e l'operatività. Provvedimenti successivi resero di fatto impossibile la continuazione dell'attività di credito dei Monti.

## Ideologia e giustificazioni morali
Le peculiarità dei Monti di Pietà possono essere così riassunte:
1. erano legati strettamente al territorio, cioè prestavano denaro solamente ai residenti o a chi abitava in alcune località nelle vicinanze (espressamente indicate negli statuti)
2. concedevano in prestito solo somme di entità piuttosto modesta tipicamente con la garanzia di pegni costituiti da oggetti di valore di proprietà dei clienti
3. i beneficiari dovevano giurare di prendere le somme in prestito per proprie necessità e per usi moralmente ineccepibili.
4. erano coinvolti nelle attività sociali del territorio in cui operavano in vario modo
  1. accettavano depositi volontari, remunerati con un tasso di interesse;Cedola da 6 scudi romani.

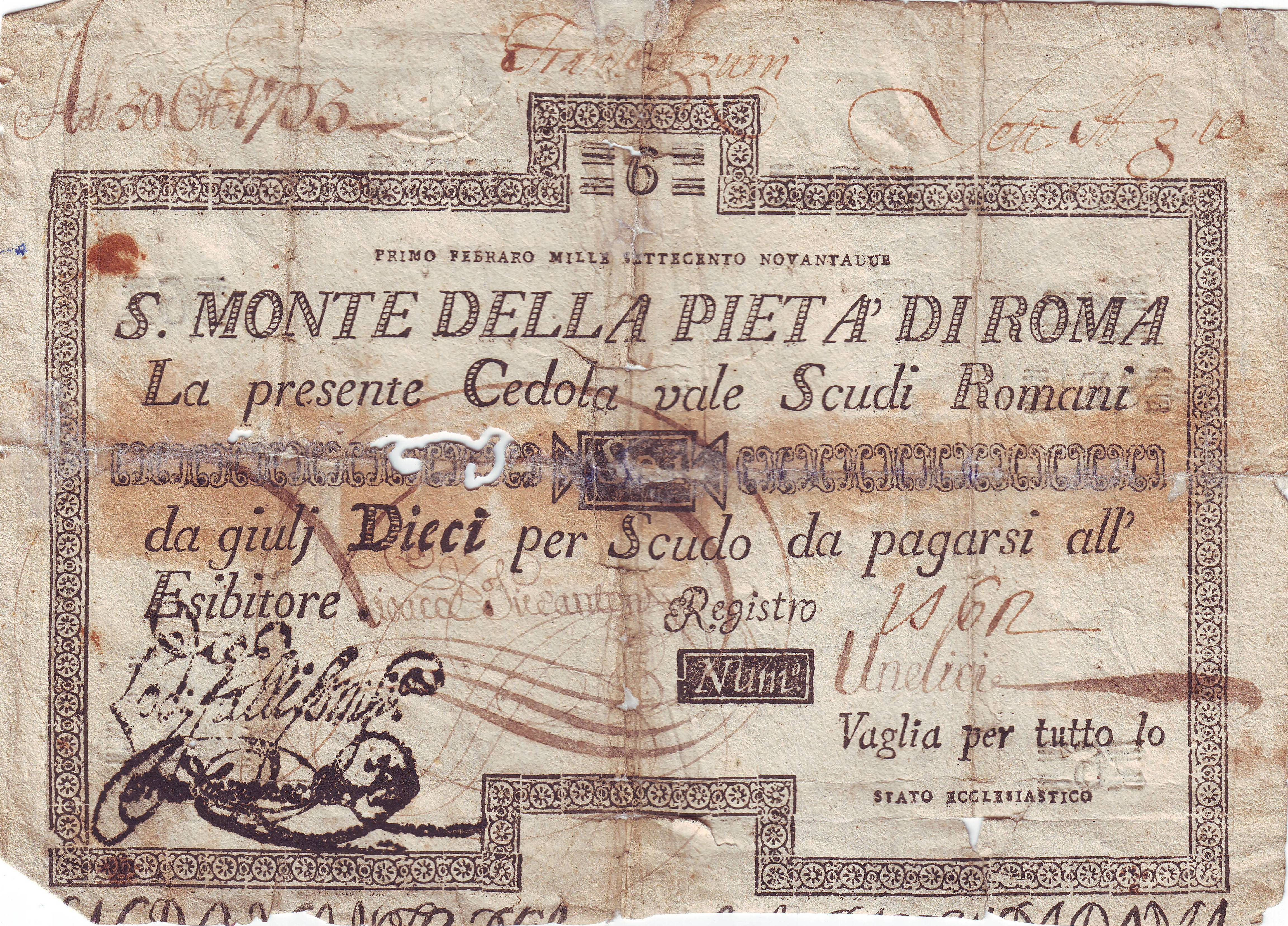
Cedola da 6 scudi romani.

  2. concedevano prestiti alle magistrature cittadine, in occasione di crisi alimentari o di passaggi di truppe
  3. accendevano mutui ipotecari con privati
  4. concedevano doti a fanciulle povere
  5. svolgevano funzioni di tesoreria per conto degli istituti assistenziali operanti nelle comunità.

Il "monte", cioè il capitale iniziale, veniva accumulato in vari modi:
- donazioni dei più ricchi.
- deposito: un vantaggio era costituito dalla possibilità di far custodire al Monte le proprie ricchezze, recuperabili in qualsiasi momento. Un semplice deposito, che a partire da un certo punto sarà anche remunerato, alleggeriva il ricco sia dalla sua responsabilità verso i più poveri (non avendo più denaro in casa, non era tenuto a fare elemosina), sia dal problema pratico della custodia sicura dei suoi capitali.
- beneficenza: raccolte durante le processioni, sistemazioni di cassette apposite nelle chiese.
- raccolta a titolo penitenziale: se si donava al Monte qualche bene mal tolto, la donazione cancellava ogni conseguenza di questo peccato; donando al Monte, inoltre, si potevano legittimare figli illegittimi o incestuosi.

### Il prestito a interesse nel Basso Medioevo e il ruolo degli Ebrei
Nonostante la proibizione ecclesiastica, anche prima dell'invenzione dei Monti di Pietà si prestava a usura tra cristiani: spesso si mascherava l'interesse reale dichiarando di concedere un prestito più elevato di quello effettivamente erogato. Alcune famiglie italiane giunsero al potere prestando denaro, e abbandonarono il settore una volta entrate a far parte della classe dirigente cittadina: i Medici di Firenze ne sono l'esempio più celebre.
Nel Duecento l'Italia era disseminata di banchi di cambiatori, nei quali si esercitava grande varietà di operazioni, soprattutto il cambio di moneta, ma anche il prestito ad interesse. Ciononostante, con il progredire di un'economia mercantile, la risposta al bisogno di liquidità si dimostrò insoddisfacente. È a questo punto, cronologicamente situabile tra la metà del Duecento e l'inizio del Trecento, che le città invitarono gli Ebrei giunti dal Nord (persecuzioni in Francia e Germania) e da Roma (diminuzione dell'attrattiva per la dipartita del Papa ad Avignone) a creare istituti di prestito. Diverse famiglie ebraiche crearono banchi praticamente in ogni città della penisola centro-settentrionale (Umbria, Marche, Toscana, Emilia, Veneto). Con questi banchi la singola città stabiliva una vera e propria convenzione chiamata "condotta"; le condotte stabilivano il numero di anni di vita dell'istituto, l'ammontare del capitale da investirvi, il limite dell'interesse esigibile
I tassi di interesse praticati dai banchi ebraici erano assai alti (a Bologna gli statuti comunali ammettevano interessi fino anche al 20%, limite fissato dalla Chiesa a distinguere l'interesse moderato dall'usura). La probabile ragione di questa prassi - al di là ovviamente dell'accusa antigiudaica diffusa già allora, che voleva gli Ebrei di per sé avidi di denaro in quanto tutti paragonabili a Giuda Iscariota - è che gli Ebrei rimanevano, nonostante tutto, estranei al gruppo sociale della città. Pertanto, erano molto alti anche i rischi che i prestatori correvano: era sempre possibile che i gestori del banco venissero cacciati dalla città, o che non trovassero più nessuno pronto a ricomprare i pegni, o che - quando si fossero rivolti alla giustizia pubblica in un processo per la rivalsa sul debitore - perdessero la causa. L'alto saggio di interesse praticato era dunque motivato dal livello di rischio al quale i prestatori si esponevano. Generalmente, però, il tasso era stabilito dal mercato della domanda e dell'offerta.

### La predicazione antigiudaica degli Osservanti come premessa per l'istituzione dei Monti di Pietà
Intorno alla metà del Trecento gli ordini francescano, domenicano e agostiniano si trovavano in una situazione di profonda trasformazione. In particolare, all'interno dell'Ordine dei frati minori agli inizi del secolo si era creata una profonda spaccatura tra la maggioranza dei frati (la comunità) e una minoranza agguerrita che chiedeva un ritorno alla purezza originaria della regola francescana, gli Spirituali.
Nella seconda metà del XIV secolo, Paoluccio Trinci di Foligno, raccogliendo l'eredità degli Spirituali ormai sconfitti, diede inizio a una esperienza di francescani eremiti, e il papa Gregorio XI Beaufort riconobbe a queste piccole comunità il diritto di autogestirsi in alcune materie: nasceva così la corrente dell'Osservanza francescana, il cui percorso verso il pieno riconoscimento istituzionale avrebbe impiegato oltre un secolo. In Italia, le colonne dell'Osservanza furono Bernardino da Siena, Giacomo della Marca, Giovanni da Capestrano. L'Osservanza passò intanto dall'esperienza di movimento eremitico alla scelta strategica della città; nel contesto cittadino i frati osservanti assunsero una molteplicità di funzioni: confessori, consiglieri, garanti della buona amministrazione di ospedali, talvolta persino incaricati delle finanze cittadini, arbitri della pacificazione tra partiti, ambasciatori, persino spie.
L'Osservanza testimonia il passaggio dalla inquietudine culturale e religiosa tipica della seconda metà del Trecento (dopo l'inizio delle pestilenze), verso un grande progetto di instaurazione di una società cristiana tipico di tutto il Quattrocento: una straordinaria opera di disciplinamento della società attraverso lo strumento essenziale della predicazione. Il programma dei frati osservanti, ricostruibile per esempio attraverso le prediche di Bernardino da Feltre giunte fino a noi, era quello di dare alla società una forma compatibile con i valori e le regole morali del cristianesimo: una società "coercitivamente cristiana" (secondo l'azzeccata espressione del medievalista Rinaldo Comba).
Il programma di predicazione degli osservanti portava in sé anche un forte invito e stimolo alla produzione e alla circolazione di ricchezza. Fino al Medioevo centrale ogni forma di arricchimento basata sul far circolare denaro a interesse era stata bollata come usura; la lezione del grande intellettuale Pietro di Giovanni Olivi aveva però avviato una nuova riflessione sul denaro (testi Sull'usura, Sulle vendite): le riflessioni del francescano occitano sul denaro erano assai spregiudicate, soprattutto se si pensa che l'Olivi era uno strenuo sostenitore della povertà (ma, si noti, soltanto della povertà "volontaria" nella Chiesa). Agli inizi del Trecento veniva così delineato in un modo nuovo il discrimine tra usura e giusto interesse nel prestare denaro. Fu a questo punto che cominciò a nascere una nuova razionalità economica.
Nel Quattrocento si ritrova così, nei predicatori osservanti, una valorizzazione del mercante-banchiere e insieme una feroce condanna dell'usuraio (che nelle prediche si identificava con l'ebreo): un punto di forza degli osservanti fu proprio questa loro alleanza con il nuovo ceto emergente della borghesia. Esattamente in questo periodo, tra la fine del Trecento e l'inizio del Quattrocento, cambiò il rapporto con gli Ebrei e incominciò una nuova ondata, forte e violenta, di antigiudaismo: episodi di violenza scoppiavano in occasione del Natale, della festa di Santo Stefano, della Pasqua, e soprattutto in connessione con campagne di predicazione dei frati minori o dei domenicani. Gli osservanti (per esempio il domenicano Vincenzo Ferrer), all'arrivo in una città o in una regione, insistevano perché negli statuti fossero inserite norme per limitare l'attività degli Ebrei (in Savoia nel 1403, a Cuneo poco dopo, etc.): imposizione del segno distintivo, limitazione della libertà di insediamento e di movimento nella città. È così che, giunti alla seconda metà del XV secolo, le campagne di predicazione degli osservanti contro la ricchezza degli Ebrei si tradussero in un'azione concreta: l'istituzione dei Monti di pietà.
Il principio del Monte di Pietà era l'asta. Fino ad un certo punto, il Monte di Pietà funzionava come un banco ebraico: concedeva piccolo credito su pegno; ma se il debitore non riusciva a saldare il debito, il pegno doveva essere messo all'asta in città, non venire rivenduto altrove. In questo modo il bene restava all'interno della comunità, che così - nel suo complesso - non si impoveriva.

### La questione dell'interesse

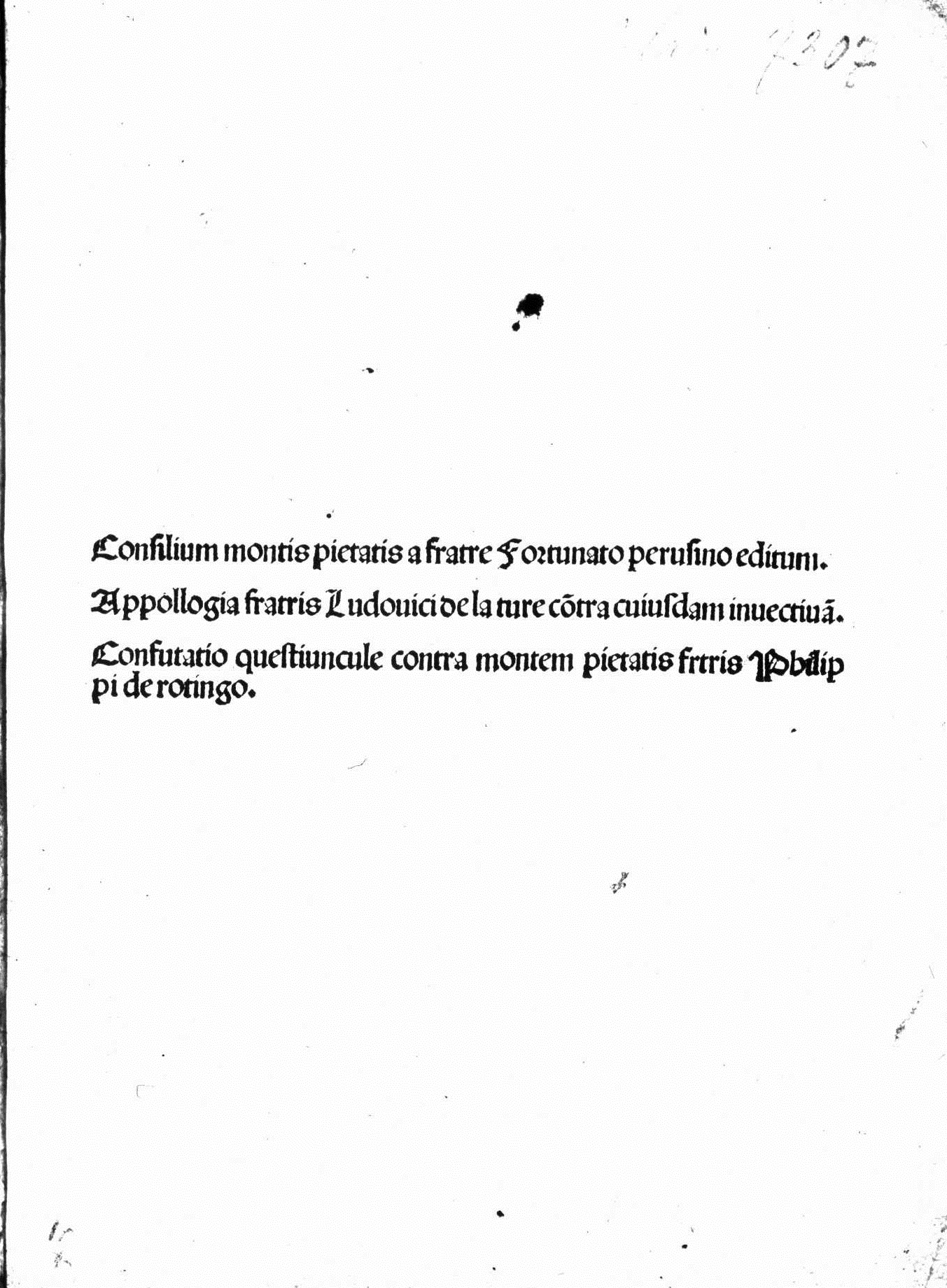
Fortunato Coppoli, Consilium montis pietatis (edizione del 1498). Coppoli pubblicò il trattato nel 1469, pochi anni dopo l'istituzione del primo Monte di pietà.

Quando i Monti di Pietà furono istituiti, si accese un dibattito sulla liceità dell'imposizione di un tasso d'interesse. Alcuni (seguendo la dottrina di Tommaso d'Aquino) consideravano infatti inammissibile l'interesse, in quanto vietato dalla morale cristiana (Vedi Lc 6,34-35); fu proprio per questo motivo che gli Ebrei, ai quali erano state vietate tutte le attività professionali che facevano capo alle corporazioni, avevano sviluppato l'attività finanziaria prima dei cristiani. Vari uomini dotti (giuristi, canonisti, teologi) furono coinvolti nel dibattito, elaborando dei Consilia sull'argomento, tra cui le opere di Fortunato Coppoli, un frate con formazione da giurista (il suo Consilium montis pietatis del 1469 risale a poco dopo la fondazione del primo Monte di pietà).
Molti dei Monti di Pietà ammettevano tassi di interesse oscillanti tra il 5% ed il 10% (inferiore al costo del denaro nei banchi privati del secondo Quattrocento, che si aggirava tra 20% e 30%), giustificati per coprire le spese di gestione (sedi, personale, materiali) senza intaccare il capitale dell'istituto. L'interesse non era legato (almeno in teoria) al "costo del denaro" prestato, ma un "costo del servizio" operato dal Monte (una giustificazione etica con alcuni elementi di somiglianza a quelle della finanza islamica).